# Pselaphochernes balearicus
Pselaphochernes balearicus är en spindeldjursart som beskrevs av Beier 1961. Pselaphochernes balearicus ingår i släktet Pselaphochernes och familjen blindklokrypare. Inga underarter finns listade i Catalogue of Life.